# Liste der Naturdenkmale in Nünschweiler
Die Liste der Naturdenkmale in Nünschweiler nennt die im Gemeindegebiet von Nünschweiler ausgewiesenen Naturdenkmale (Stand 23. Mai 2024).

## Ehemalige Naturdenkmale
| Nr.         | Bezeichnung  | Lage                               | Beschreibung                                        | Bild                                    |
| ----------- | ------------ | ---------------------------------- | --------------------------------------------------- | --------------------------------------- |
| ND-7340-328 | Dorfkastanie | Bärenhütter Straße, bei Nr. 1 Lage | Aesculus hippocastanum; Rechtsverordnung aufgehoben | Direkt Bild zu diesem Denkmal hochladen |